# Paghman
Paghman ist eine Stadt in Afghanistan, die nach Schätzungen des UNHCR etwa 120.000 Einwohner hat.
Sie liegt im gleichnamigen Distrikt der Provinz Kabul rund 20 km westlich der Hauptstadt Kabul auf 2413 Metern Höhe. Der Afghanische Sänger und Musiker Nashenas sang für dieses Gebiet das  Lied Dara ba Dara Hawaye Paghman ba Dara.

## Söhne und Töchter des Ortes
- Amanullah Khan (1892–1960), König Afghanistans
- Hafizullah Amin (1929–1979), Präsident Afghanistans